# Mitch Cullin
Mitch Cullin (ur. 23 marca 1968 w Santa Fe w stanie Nowy Meksyk) – amerykański pisarz, autor powieści Kraina traw, przeniesionej na ekran przez Terry'ego Gilliama.

## Wybrane tytuły
- Kraina traw (Tideland)
- A Slight Trick of the Mind, na jej podstawie powstał w 2015 film Pan Holmes.